# 大手拓次
大手 拓次（おおて たくじ、1887年11月3日〔ただし戸籍では12月3日〕 - 1934年4月18日）は、日本の詩人。

## 来歴・人物
群馬県碓氷郡西上磯部村（現・安中市）、磯部温泉の温泉旅館・蓬莱館の家に生まれる。同県の安中中学校、高崎中学校、早稲田大学第三高等予科を経て、1907年9月、早稲田大学文学学術院英文科に入学。この頃より詩を発表しはじめた。1912年卒業。卒論は「私の象徴詩論」。
卒業後しばらくは、詩作のほかこれといった仕事をせず、貧窮に甘んじていたが、1916年にライオン歯磨本舗に就職。以後、生涯をサラリーマンと詩人の二重生活に捧げた。ライオン歯磨広告部に所属していた1922年11月に、ライオン児童歯科院（大手の勤務先と同じビルにあった）にのちの女優山本安英が入社して、大手は日記に山本への思慕やそれを託した詩を書き綴ったが、内向的だった彼は山本になかなか積極的に話しかけず、1923年に入って多少会話を交わしたりするようになったものの、同年4月に山本は退職し、以後日記に山本に関する記述は途絶えた。
学生時代以来の左耳難聴や頭痛に悩まされ、その後もさまざまな病気で通院、入院を繰り返すなど健康状態は概して良くなく、最後は神奈川県高座郡茅ヶ崎町（現・茅ヶ崎市）のサナトリウム・南湖院で結核によって亡くなった。戒名は大慈院英学拓善居士。
生涯に書かれた詩作品は2400近くにのぼる。作品の発表を盛んに行っていたものの、生前に詩集が発刊されることはなかった。友人や詩壇とのつきあいに乏しく、生涯を独身で通したため、彼に関する偏見や誤解は、生前も死後も強かった。死後（1936年）に刊行された詩集『藍色の蟇』に寄せられた、北原白秋や萩原朔太郎の文章に見られる「亜麻色の捲毛に眼は碧い洋種の詩人」「仏蘭西語の書物以外に、日本語の本を殆ど読んで居ない」「永遠の童貞」などはその典型である。
『藍色の蟇』に続き、1940年に詩画集『蛇の花嫁』、1941年に訳詩集『異国の香』、1943年に遺稿集『詩日記と手紙』が刊行され、また、1941年には北原白秋、萩原朔太郎、大木惇夫らによって「拓次の会」が発足するなど、彼への評価は決して低いものではなかったが、前述のような事情から彼を異端視する風潮も残り続ける。
戦後、大手拓次の詩集を刊行した出版社に、創元社、角川書店、弥生書房、思潮社、岩波書店がある。また、拓次の著作権を継承した櫻井作次（拓次の弟・櫻井秀男の息子）らの尽力により1970年から1971年にかけて白鳳社から全集（全5巻および別巻）が刊行された（500部限定）。全集の編者の1人である原子朗は、全集には誤りが多く、新しい全集を企画していると岩波文庫版『大手拓次詩集』の「解説」に記していたが、実現を見ずに原は2017年に没した。
クラシック音楽の分野では、木下牧子、澤内崇、清水脩、鈴木明美、鷹羽弘晃、新実徳英、西村朗、信長貴富、別宮貞雄などの作曲家が大手拓次の詩を元とした楽曲を制作している。

## 作品
初の発表作
『昔の恋』『聞かまほし』（詩人 1907年8月、12月）
明治期 - 文語詩、口語詩、散文の習作を中心とした229篇が残されている。
『藍色の蟇』『慰安』（失樂 1912年）
大正期 - 600篇弱の作品が残されている。
『陶器の鴉』『つんぼ犬』 『球形の鬼』『湿気の子馬』『名もしらない女へ』『足をみがく男』『香料の顔寄せ』『盲目の宝石商人』
昭和期以降 - 500篇弱の作品が残されている。
『春の日の女のゆび』『ばらのあしおと』『ふりつづくかげ』『青い鐘のひびき』『そよぐ幻影』『噴水の上に眠るものの声』
文語詩870篇、散文詩50篇を残している。

### 詩集
- 『藍色の蟇』（アルス、1936年） - 処女詩集。本人による同名の186篇の自選詩稿を元に、255篇の選集として死後に刊行された。
- 『蛇の花嫁』（龍星閣、1940年） - 詩画集。
- 『異国の香』（龍星閣、1941年） - 訳詩集。

### その他
- 『詩日記と手紙』龍星閣、1943年
- 『大手拓次詩集』創元選書 1936年
- 『大手拓次詩集』創元文庫 1951年
- 『大手拓次詩集』萩原朔太郎解説 宮崎稔編 角川文庫 1953年
- 『大手拓次詩集』神保光太郎編 白凰社 青春の詩集 1965年
- 『大手拓次詩集』伊藤信吉編 弥生書房 世界の詩 1965年
- 『大手拓次全集』全5巻 白凰社 1970-71年
- 『大手拓次全集 別巻(大手拓次研究)』白凰社 1971年
- 『大手拓次詩集』思潮社 現代詩文庫 1975年
- 『大手拓次』野口武久編 ほるぷ出版 日本の詩 1985年
- 『大手拓次詩集』原子朗編 岩波文庫 1991年
- 斎田朋雄『大手拓次曼陀羅 日記の実像』西毛文学社 1996年
- 『大手拓次/佐藤惣之助』新学社近代浪漫派文庫 2006年
- 信長貴富『無伴奏女声合唱のための、風のこだま・歌のゆくえ』2005-06年 - 林芙美子と大手拓次の詩に曲をつけた合唱組曲。
- 西村朗『合唱組曲 - まぼろしの薔薇』混声合唱版 1984年、男声合唱版 2010年